# I Can't Stop Drinking About You
"I Can't Stop Drinking About You" é uma canção da artista musical norte-americana Bebe Rexha. Foi lançada em 29 de abril de 2014 servindo como primeiro single do EP I Don't Wanna Grow Up (2015). A canção retrata um acontecimento pessoal da cantora, quando a mesma processa sua raiva e tristeza sobre um rompimento através de uma bebedeira. A canção recebeu críticas positivas, com muitos críticos elogiando os vocais de Rexha e o instrumental da faixa. A canção falhou ao tentar entrar na parada norte-americana Billboard Hot 100, porém conseguiu o número quinze na Bubbling Under, extensão da tabela citada.

## Composição e produção
A canção foi escrita por Bebe Rexha depois de um separação ruim. Rexha disse durante uma entrevista com a revista Nylon, "Eu caí profundamente por esse cara que me disse que estava apaixonado por mim, mas que não podia estar comigo porque ele ainda estava apaixonado por sua ex. Eu derramei meu coração, e ele ainda escolheu ela. Ele me matou! E nessa noite, eu fui para o bar para tentar tirá-lo da minha mente. Ele não iria parar de ligar para o meu telefone e enviar mensagens de texto de desculpas. Eu finalmente atendi o telefone, e disse-lhe para me deixar em paz porque eu estava muito ocupada bebendo sobre ele". A canção foi produzida por The Monsters and the Strangerz, originado em Miami, Florida.

## Recepção da crítica
"I Can't Stop Drinking About You" recebeu críticas positivas. Steff Yotka da revista Nylon escreveu que os ouvintes "provavelmente têm dificuldade em ficar sentado ao ouvir isso." Brad Stern, da MTV, deu outra análise positiva, chamando a faixa de "certificável sucesso" e nomeou-a com o número um na lista de cinco canções pop que deveriam ser ouvidas na primeira semana de abril de 2014. Justin Lipshutz da Billboard deu a canção um comentário misto, citando que o drop na canção parece estar fora do lugar e o título da canção foi dúbio. No entanto, ele elogiou os vocais de Rexha e fez comparação favorável para a cantora e compositora Pink. Jon Ali descreveu a canção como "vibrante" e, ao contrário de Lipshutz, foi favorável ao drop. Adelle Planton da Vibe escreveu que a canção era "contundente" e "intoxicante". Alex Kritselis da Bustle expressou que a música tinha "todos os ingredientes de um hit de rádio" e tinha o "potencial para ser tão grande" como "The Monster", de Eminem, canção que Rexha co-escreveu.

## Vídeo musical
O vídeo musical para a canção foi lançado em 12 de agosto de 2014, dirigido por Michael Mihail. Rexha afirmou que o vídeo foi inspirado pelos filmes Girl, Interrupted e Melancolia. Ela continuou a descrever que ela "queria a música para ser um instantâneo de como alguém se sente naquele exato momento" de um rompimento. O vídeo, como a canção, recebeu críticas positivas.

### Sinopse
O vídeo começa com Rexha deitada em uma cama em uma casa aparentemente vazia. Ele passa a mostrar cenas de seu exterior, cercado por garrafas vazias e louças. Em câmera lenta, ela derrama vodka a partir de um bule de chá e mais tarde é vista balançando e derramando o conteúdo de garrafas, também em câmera lenta. Em seguida, ela é vista em um quarto escuro, com mais garrafas vazias. Rexha começa então a jogá-las em uma parede próxima. Há também fotos subaquáticas, onde ela está vestida com um vestido branco em um corpo escuro de água. Antes que ela apareça na superfície, os cortes de vídeo se voltam para Rexha cara-a-cara com um homem, com quem está gritando.

## Faixas e formatos
- Download digital

1. "I Can't Stop Drinking About You" – 3:36

- Download digital – Remixes[19]

1. "I Can't Stop Drinking About You" (Chainsmokers Remix) – 4:23
2. "I Can't Stop Drinking About You" (Quintino Remix) – 5:07
3. "I Can't Stop Drinking About You" (Dawn Remix) – 4:06
4. "I Can't Stop Drinking About You" (Felix Snow Remix) – 3:21
5. "I Can't Stop Drinking About You" (Jumpsmokers Remix) – 3:48

## Desempenho nas paradas musicais
| Tabela musical (2014)                             | Melhor posição |
| ------------------------------------------------- | -------------- |
| Estados Unidos (Bubbling Under Hot 100 Singles)   | 15             |
| Estados Unidos (Billboard Dance/Mix Show Airplay) | 12             |
| Estados Unidos (Billboard Mainstream Top 40)      | 31             |